# Ak-Tatyr
Ak-Tatyr (kirgisisch Ак-Татыр) ist ein Dorf in Kirgisistan mit 4.219 Einwohnern (Stand 2022).

## Geographie
Das Dorf liegt im Rajon Batken des Oblus Batken. Es ist der Verwaltungssitz der Landgemeinde Ak-Tatyr. Ak-Tatyr liegt unweit der tadschikischen Grenze, nahe dem Dorf Tschorkuh in Tadschikistan, etwa 29 Kilometer 29 Kilometern (Luftlinie) südwestlich der Stadt Batken, dem Verwaltungszentrum des Rajon und des Oblus, entfernt.

## Geschichte
Zu Herrschaftszeiten der Sowjetunion gab es in Ak-Tatyr einen Kolchos, später einen Sowchos. Es wurden hauptsächlich Reis und Aprikosen angebaut. Nach dem Zerfall der Sowjetunion wurde das Sowchos privatisiert und aufgelöst. In den 1980er Jahren wurde im Dorfzentrum eine Schule gebaut. Diese ist immer noch das einzige größere Gebäude in Ak-Tatyr; der Betonbau besitzt drei Stockwerke.

## Bevölkerung
| Jahr | Einwohner |
| ---- | --------- |
| 2009 | 2525      |
| 2022 | 4219      |
| 2023 | 4283      |